# Потаро-Сипаруни
Потаро-Сипаруни (на английски: Potaro-Siparuni) е административен регион в Гвиана, Южна Америка.
Площта му е 20 051 кв. км, а населението – 10 095 жители (по преброяване от септември 2012 г.). Намира се в централната част на страната. Граничи на запад с Бразилия.